# Adventure Island (videojoc)

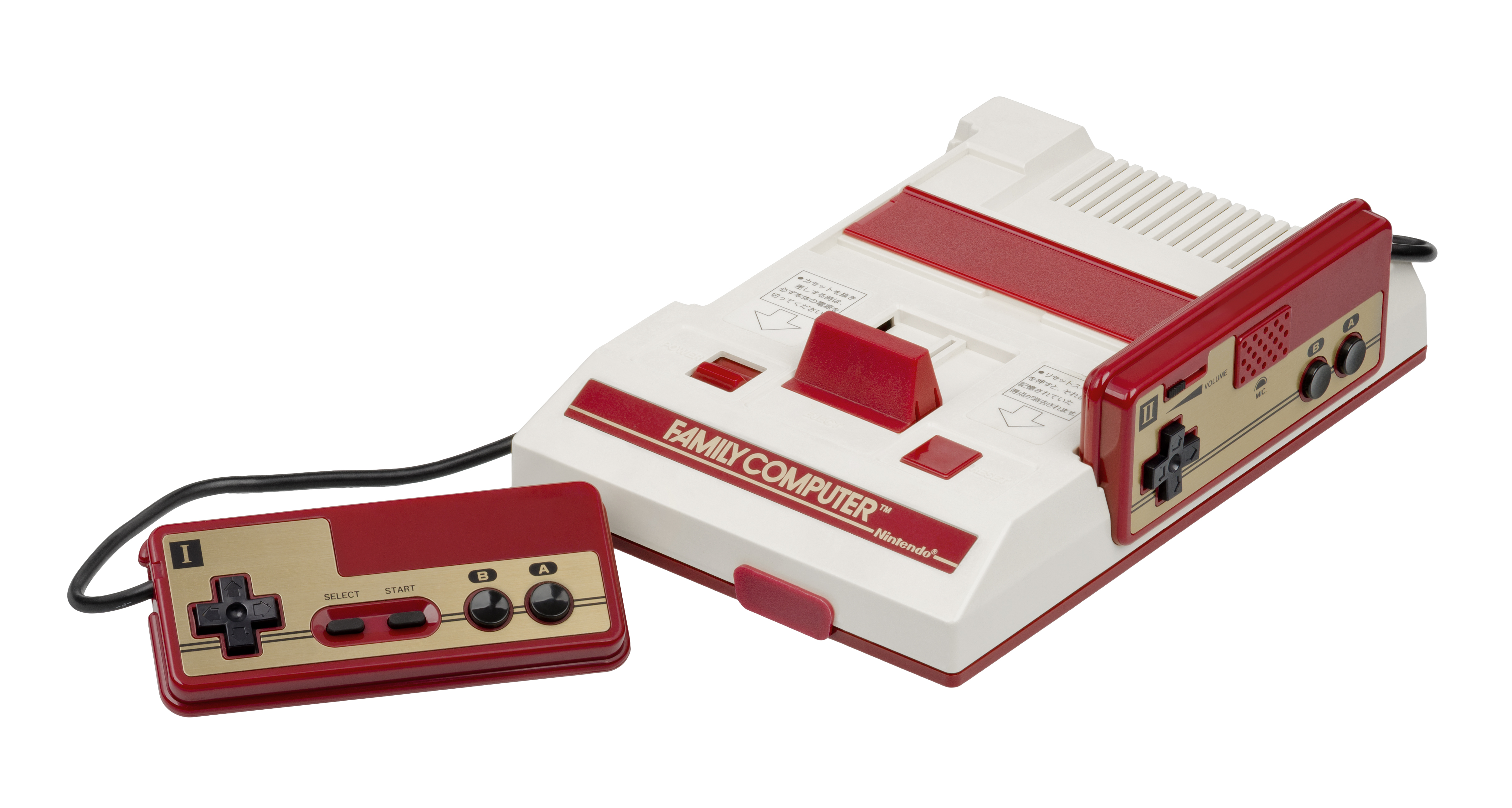
La Nintendo Entertainment System (Famicom al Japó) va ser la plataforma principal del videojoc.

Adventure Island (o bé en japonès 高橋名人の冒険島, o Takahashi Meijin no Bouken Jima, o també "Master Takahashi's Adventure Island"), també conegut com a Hudson's Adventure Island, és un videojoc per la Nintendo Entertainment System i altes sistemes, primer llançat al Japó per la Famicom el 12 de setembre de 1986 i MSX el 1986. El llançament per la NES a l'Amèrica del Nord va ser el setembre, 1988, i el videojoc va ser llançat com a Adventure Island Classic a Europa per la NES el 1992. Desenvolupat per Hudson Soft, el joc és una adaptació del videojoc recreatiu Wonder Boy, que va ser portat a terme per Sega en les videoconsoles domèstiques sota el nom original, excepte pel llançament a l'Amèrica del Nord per la versió de la Game Gear, que es va anomenar Revenge of Drancon.
Adventure Island va esdevenir amb èxit i va tenir moltes vendes amb bastants continuacions.

## La línia del joc
Adventure Island és un videojoc de plataformes, semblant a Super Mario Bros. i al Sonic the Hedgehog. Master Higgins està intentant rescatar el seu cònjuge travessant una illa tropical.

## Zones
L'Adventure Island està dividit en vuit mons amb tres nivells cadascun, seguits per una formiga final al tercer nivell. A diferència del Super Mario Bros., els segments de cada nivell es marquen per mostrar on haurà de començar el jugador després que el personatge mori.

## Llançaments recents
Una versió per la NES va ser llançada a la Game Boy Advance al Japó, com a part de la saga Famicom Mini.
El 2003 es fa tornar a refer l'Adventure Island que va ser llançat per la Nintendo GameCube i PS2 com Hudson Selection Volume 4: Adventure Island. Només està disponible al Japó.